# Namibianira aikabensis
Namibianira aikabensis är en kräftdjursart som beskrevs av Brian Frederick Kensley 1995. Namibianira aikabensis ingår i släktet Namibianira och familjen Protojaniridae. Inga underarter finns listade i Catalogue of Life.